# Gran Premio di Singapore 2014
Il Gran Premio di Singapore 2014 è stata la quattordicesima prova della stagione 2014 del campionato mondiale di Formula 1. La gara, disputatasi domenica 21 settembre 2014 sul circuito di Singapore, è stata vinta da Lewis Hamilton su Mercedes, al suo ventinovesimo successo nel mondiale. Hamilton ha preceduto sul traguardo Sebastian Vettel e Daniel Ricciardo, entrambi su Red Bull Racing-Renault.

## Vigilia

### Sviluppi futuri
Il 12 settembre la Federazione Internazionale dell'Automobile ha ufficializzato il calendario per la stagione 2015. Le gare, come già previsto, salgono a venti. Vi è il ritorno del Gran Premio del Messico, ma non quello del Gran Premio d'India. Rispetto alla prima bozza, presentata nel corso del weekend di Monza, la gara in Giappone è fissata solo una settimana dopo quella in Russia, e il Gran Premio messicano è posticipato a quello degli Stati Uniti. L'ultima gara è fissata ad Abu Dhabi per il 29 novembre.

### Aspetti tecnici
La Pirelli, fornitrice unica degli pneumatici, porta, per questo Gran Premio, la mescola supermorbida e quella morbida.
La FIA indica due zone del tracciato ove i piloti possono attivare il DRS: la prima zona è fissata sul rettifilo di partenza, mentre la seconda zona è posta tra la curva 5 e la curva 7, lungo il Raffles Boulevard. I punti per la determinazione del distacco tra i piloti sono fissati per il primo tratto alla curva 22 e per il secondo alla curva 4.
Sebastian Vettel è costretto a cambiare per la terza volta in stagione il telaio della sua vettura. Il pilota tedesco lo aveva cambiato per la prima volta al Gran Premio di Spagna, e la seconda nel precedente Gran Premio d'Italia. Prima della gara la Mercedes decide di rivedere i rapporti del cambio, che, da questa stagione, possono essere modificati una sola volta nel corso della stagione stessa.

### Aspetti sportivi

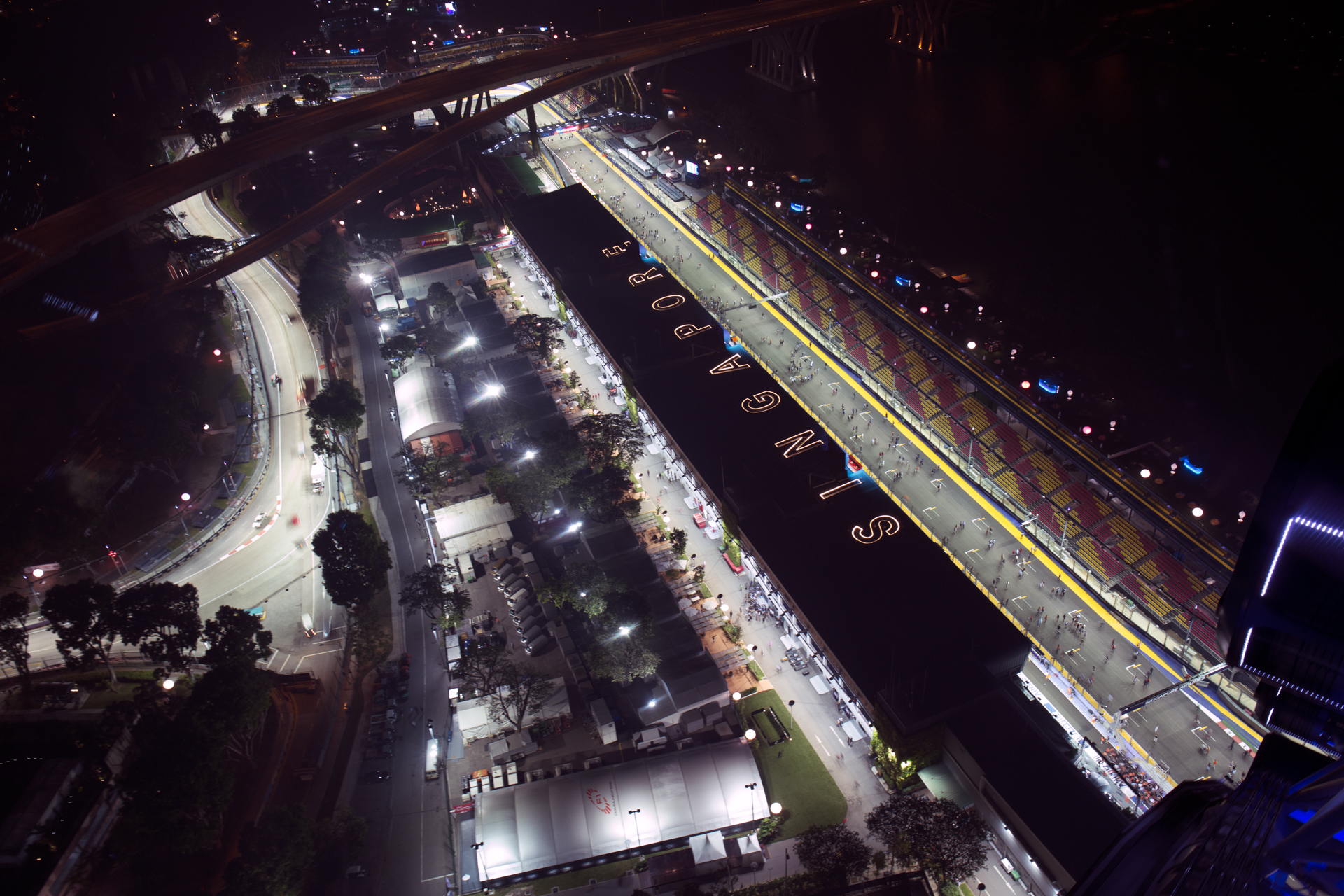
Vista aerea del rettilineo principale del Singapore Street Circuit

A partire da questa gara la FIA decide di limitare le comunicazioni via radio tra muretto e piloti. Ciò in forza di un'interpretazione più restrittiva dell'articolo 20.1 del regolamento, che stabilisce che il pilota debba guidare da solo e senza aiuti. Ora le conversazioni radio non potranno più includere informazioni relative alle performance dei piloti o della vettura. A seguito delle perplessità avanzate da alcune scuderie, in merito a un'introduzione così repentina del divieto, la FIA rivede parzialmente la decisione e consente alle scuderie, nuovamente, di inviare informazioni relative alla temperatura dei freni e le modalità di utilizzo delle power unit.
Luca Cordero di Montezemolo lascia la presidenza della Ferrari dopo 23 anni. Montezemolo era entrato nella Ferrari nel 1973 come assistente di Enzo Ferrari e responsabile della squadra Corse. Dopo avere abbandonato la casa nel 1977 vi è rientrato come presidente nel 1991. La carica è ora coperta da Sergio Marchionne.
La Mercedes indica il pilota tedesco Pascal Wehrlein, impegnato nel Deutsche Tourenwagen Masters con la casa di Stoccarda, quale pilota di riserva. Wehrlein è stato vicecampione della F3 Europea nel 2012. La Caterham conferma l'impiego di Kamui Kobayashi, quale pilota titolare. Il giapponese era tornato al volante della vettura malese già nel precedente Gran Premio d'Italia.
La FIA indica l'ex pilota australiano Alan Jones quale commissario aggiunto del Gran Premio. Jones ha svolto spesso in passato tale funzione, l'ultima al Gran Premio di Spagna.

## Prove

### Resoconto
Nella prima sessione di prove libere il miglior tempo è fatto registrare da Fernando Alonso della Ferrari, che precede il duo della Mercedes Lewis Hamilton e Nico Rosberg. Il pilota spagnolo ha compiuto solo 16 giri prima di chiedere delle modifiche all'assetto. Rosberg invece ha patito problemi alla trasmissione e la rottura di uno specchietto. Il campione del mondo Sebastian Vettel, che ha chiuso quarto, ha subito la rottura del motore termico della sua Red Bull Racing.
Esteban Gutiérrez della Sauber ha potuto affrontare solo gli ultimi venti minuti della sessione per un problema alla centralina elettronica.
Lewis Hamilton comanda la classifica dei tempi della seconda sessione, mentre Fernando Alonso retrocede in seconda posizione. L'altro pilota della Mercedes, Nico Rosberg, ha dovuto abortire il suo giro più veloce per l'esposizione delle bandiere rosse causata da un incidente di Pastor Maldonado. Al terzo posto della graduatoria si è classificato Daniel Ricciardo, il pilota che sembra possedere il ritmo di gara migliore. Sebastian Vettel, quinto, ha potuto svolgere solo l'ultima parte della sessione per la necessità della sua scuderia di sostituire la sua power unit. La Lotus, a seguito dell'incidente occorso a Pastor Maldonado, decide di fornire al pilota venezuelano un nuovo telaio.
Nella sessione del sabato Fernando Alonso ritorna in cima alla classifica dei tempi. Lo spagnolo precede Daniel Ricciardo e Nico Rosberg. Il pilota della Ferrari ha scalato la graduatoria passando dalle gomme "soft" alle "supersoft"; le Mercedes hanno invece mostrato maggiore competitività con le gomme "soft".
I piloti hanno lamentato un calo del grip del tracciato, dovuto a un temporale, avvenuto prima della sessione, che ha ripulito la pista.

### Risultati
Nella prima sessione del venerdì si è avuta questa situazione:
| Pos | Nº | Pilota          | Costruttore | Tempo    | Gap    | Giri |
| --- | -- | --------------- | ----------- | -------- | ------ | ---- |
| 1   | 14 | Fernando Alonso | Ferrari     | 1'49"056 |        | 16   |
| 2   | 44 | Lewis Hamilton  | Mercedes    | 1'49"178 | +0"122 | 23   |
| 3   | 6  | Nico Rosberg    | Mercedes    | 1'49"205 | +0"149 | 24   |

Nella seconda sessione del venerdì si è avuta questa situazione:
| Pos | Nº | Pilota           | Costruttore             | Tempo    | Gap    | Giri |
| --- | -- | ---------------- | ----------------------- | -------- | ------ | ---- |
| 1   | 44 | Lewis Hamilton   | Mercedes                | 1'47"490 |        | 25   |
| 2   | 14 | Fernando Alonso  | Ferrari                 | 1'47"623 | +0"133 | 28   |
| 3   | 3  | Daniel Ricciardo | Red Bull Racing-Renault | 1'47"790 | +0"300 | 28   |

Nella sessione del sabato si è avuta questa situazione:
| Pos | Nº | Pilota           | Costruttore             | Tempo    | Gap    | Giri |
| --- | -- | ---------------- | ----------------------- | -------- | ------ | ---- |
| 1   | 14 | Fernando Alonso  | Ferrari                 | 1'47"299 |        | 12   |
| 2   | 3  | Daniel Ricciardo | Red Bull Racing-Renault | 1'47"350 | +0"051 | 15   |
| 3   | 6  | Nico Rosberg     | Mercedes                | 1'47"488 | +0"189 | 15   |

## Qualifiche

### Resoconto
Nella prima fase il tempo migliore è fatto segnare dal pilota della Ferrari Kimi Räikkönen. Il finlandese ha preceduto il compagno di scuderia Fernando Alonso e Lewis Hamilton. La grossa differenza fra le due mescole proposte dalla Pirelli costringe i piloti a utilizzare le gomme "supersoft" per cercare di passare il turno. Vengono eliminate le due Caterham, le due Marussia, Adrian Sutil e Pastor Maldonado.
Nella seconda fase le due Mercedes hanno monopolizzato i primi due posti della graduatoria, con Nico Rosberg capace, all'ultimo tentativo, di strappare il miglior tempo a Hamilton. Per ottenere questo risultato il tedesco ha compiuto due tentativi veloci, contro il singolo tentativo degli altri quattro piloti più rapidi. La lotta per evitare il taglio in Q2 è stata accesa fino agli ultimi istanti della sessione. Sono risultati esclusi dalla fase decisiva le due Force India, Jenson Button, Jean-Éric Vergne, Esteban Gutiérrez e Romain Grosjean.
Nella fase decisiva, dopo il primo tentativo, si pone al comando Felipe Massa, davanti ad Alonso e Ricciardo, mentre le Mercedes si pongono in posizione più arretrata. Con il secondo tentativo Daniel Ricciardo scala al comando, prima di essere battuto da Nico Rosberg e da Lewis Hamilton, che precede il tedesco per sette millesimi. Il britannico conquista la sua trentasettesima pole position nel mondiale. Rosberg è penalizzato nell'ultimo tentativo dall'uso di un treno di gomme "supersoft" usate, dovuto al tentativo in più fatto in Q2. La seconda fila è conquistata dai due piloti della Red Bull Racing. Kimi Räikkönen, settimo, è penalizzato da un problema alla power unit, che lo ferma prima del secondo tentativo.

### Risultati
Nella sessione di qualifica si è avuta questa situazione:
| Pos                         | Nº | Pilota             | Costruttore             | Q1       | Q2       | Q3       | Griglia |
| --------------------------- | -- | ------------------ | ----------------------- | -------- | -------- | -------- | ------- |
| 1                           | 44 | Lewis Hamilton     | Mercedes                | 1'46"921 | 1'46"287 | 1'45"681 | 1       |
| 2                           | 6  | Nico Rosberg       | Mercedes                | 1'47"244 | 1'45"825 | 1'45"688 | 2       |
| 3                           | 3  | Daniel Ricciardo   | Red Bull Racing-Renault | 1'47"488 | 1'46"493 | 1'45"854 | 3       |
| 4                           | 1  | Sebastian Vettel   | Red Bull Racing-Renault | 1'47"476 | 1'46"586 | 1'45"902 | 4       |
| 5                           | 14 | Fernando Alonso    | Ferrari                 | 1'46"889 | 1'46"328 | 1'45"907 | 5       |
| 6                           | 19 | Felipe Massa       | Williams-Mercedes       | 1'47"615 | 1'46"472 | 1'46"000 | 6       |
| 7                           | 7  | Kimi Räikkönen     | Ferrari                 | 1'46"685 | 1'46"359 | 1'46"170 | 7       |
| 8                           | 77 | Valtteri Bottas    | Williams-Mercedes       | 1'47"196 | 1'46"622 | 1'46"187 | 8       |
| 9                           | 20 | Kevin Magnussen    | McLaren-Mercedes        | 1'47"976 | 1'46"700 | 1'46"250 | 9       |
| 10                          | 26 | Daniil Kvjat       | STR-Renault             | 1'47"656 | 1'46"926 | 1'47"362 | 10      |
| 11                          | 22 | Jenson Button      | McLaren-Mercedes        | 1'47"161 | 1'46"943 | N.D.     | 11      |
| 12                          | 25 | Jean-Éric Vergne   | STR-Renault             | 1'47"407 | 1'46"989 | N.D.     | 12      |
| 13                          | 27 | Nicolas Hülkenberg | Force India-Mercedes    | 1'47"370 | 1'47"308 | N.D.     | 13      |
| 14                          | 21 | Esteban Gutiérrez  | Sauber-Ferrari          | 1'47"970 | 1'47"333 | N.D.     | 14      |
| 15                          | 11 | Sergio Pérez       | Force India-Mercedes    | 1'48"143 | 1'47"575 | N.D.     | 15      |
| 16                          | 8  | Romain Grosjean    | Lotus-Renault           | 1'47"862 | 1'47"812 | N.D.     | 16      |
| 17                          | 99 | Adrian Sutil       | Sauber-Ferrari          | 1'48"324 | N.D.     | N.D.     | 17      |
| 18                          | 13 | Pastor Maldonado   | Lotus-Renault           | 1'49"063 | N.D.     | N.D.     | 18      |
| 19                          | 17 | Jules Bianchi      | Marussia-Ferrari        | 1'49"440 | N.D.     | N.D.     | 19      |
| 20                          | 10 | Kamui Kobayashi    | Caterham-Renault        | 1'50"405 | N.D.     | N.D.     | 20      |
| 21                          | 4  | Max Chilton        | Marussia-Ferrari        | 1'50"473 | N.D.     | N.D.     | 21      |
| 22                          | 9  | Marcus Ericsson    | Caterham-Renault        | 1'52"287 | N.D.     | N.D.     | 22      |
| Tempo limite 107%: 1'54"152 |    |                    |                         |          |          |          |         |

In grassetto sono indicate le migliori prestazioni in Q1, Q2 e Q3.

## Gara

### Resoconto

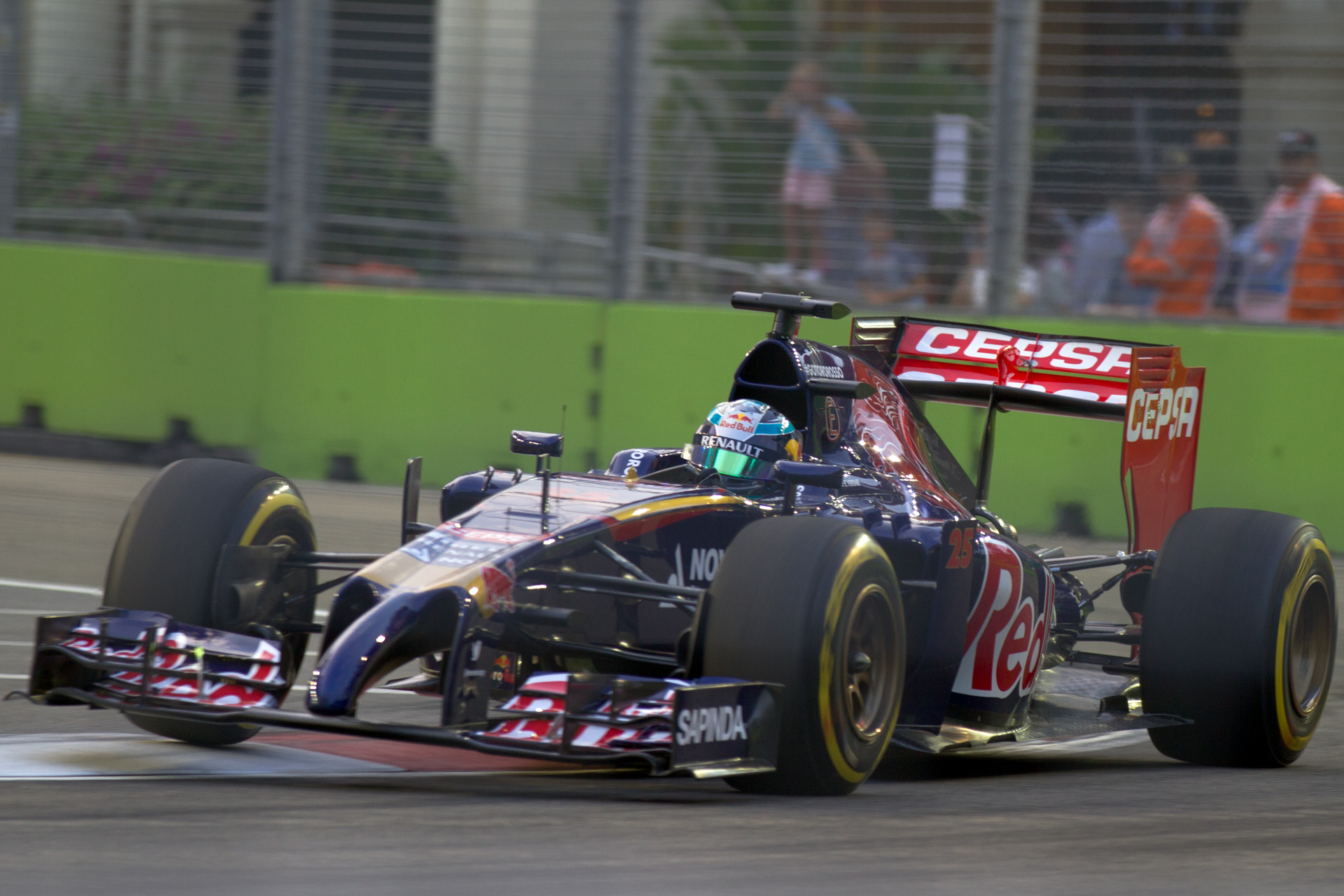
Jean-Éric Vergne, autore di una rimonta dalla 12ª casella della griglia al 6º posto finale in gara, ottiene il migliore risultato stagionale per la ; il pilota francese, inoltre, bissa il suo migliore piazzamento in un Gran Premio di Formula 1, già conseguito l'anno precedente a Montréal.

Sulla Mercedes di Nico Rosberg si manifestano dei problemi tecnici al volante, tanto che il tedesco non può prendere parte al giro di formazione, ed è costretto a partire dai box. Nel corso del giro di formazione Kamui Kobayashi è costretto al ritiro.
Lewis Hamilton mantiene il comando della gara al via, seguito da Fernando Alonso, che però taglia la prima chicane ed è costretto a cedere una posizione a Sebastian Vettel. Al quarto posto si posiziona Daniel Ricciardo, seguito da Kimi Räikkönen, Felipe Massa, Jenson Button, Valtteri Bottas e Kevin Magnussen.
Hamilton conduce con buon margine la gara, che non vede grandi cambiamenti di classifica, fino ai primi pit stop, che iniziano al nono giro. Al giro 11 tocca a Massa, mentre al dodicesimo passaggio è il turno dei due finlandesi Räikkönen e Bottas, seguiti, il giro dopo da Alonso e dalle due Red Bull. Dopo il cambio gomme Massa ha guadagnato una posizione a Räikkönen. Hamilton effettua il suo cambio gomme al giro 14, mentre Rosberg è costretto al ritiro, vista l'impossibilità di corretto funzionamento del volante. Un giro dopo tocca il cambio gomme anche a Button, che si trova ora sopravanzato da Valtteri Bottas.
Dal giro 23 inizia la seconda fase di cambi gomma: il primo ai box è Felipe Massa. Fernando Alonso, in rimonta su Vettel, anticipa al ventiquattresimo giro il cambio gomme, rimanendo sulle super soft. Il tedesco cambia per la seconda volta gli pneumatici nel giro seguente, montando le gomme soft, ma rientra in pista dietro allo spagnolo. Tra il giro 26 e il 27 tocca sia a Hamilton che a Ricciardo. La graduatoria vede sempre al comando Lewis Hamilton, ora davanti ad Alonso, Vettel, Ricciardo, Button (che non ha cambiato gli pneumatici), poi Massa e Räikkönen.

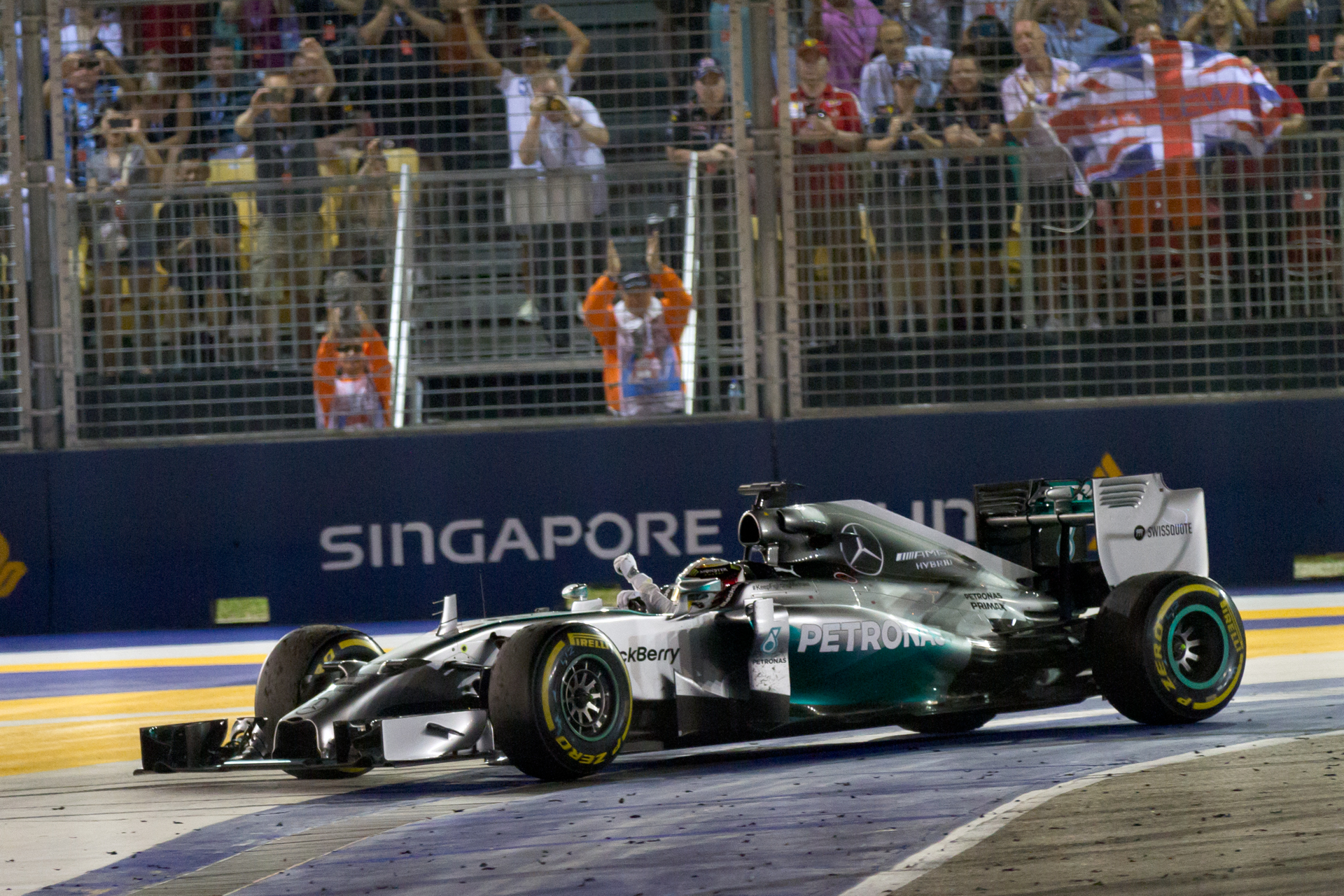
Lewis Hamilton, alla guida della sua Mercedes F1 W05 Hybrid, festeggia l'hat trick conseguito sulle strade di Singapore.

Al trentesimo giro, dopo un contatto con Adrian Sutil, Sergio Pérez danneggia l'ala anteriore, che cede, riempiendo il tracciato di detriti: la direzione di gara invia in pista la safety car. Le due Ferrari sono costrette al terzo stop per montare le soft, mentre Button effettua la seconda sosta. Alonso, che vede vanificata la sua strategia, scala quarto, mentre Kimi Räikkönen è ottavo, dietro a Bottas e Button. Ora tutti montano gomme soft, a eccezione del leader.
La gara riparte al giro 38 e Lewis Hamilton è subito capace di creare un ampio margine sugli inseguitori. Il britannico, che deve effettuare ancora una sosta, cerca di incrementare il margine il più possibile, nel tentativo di riuscire a mantenere il comando della gara. Hamilton si ferma per il cambio gomme al giro 52, e rientra in pista dietro a Vettel, ma davanti a Ricciardo e Alonso.
Lewis Hamilton, dopo poco più di un giro, passa Vettel e si riporta al comando. Negli ultimi giri Jean-Éric Vergne è autore di una bella rimonta: quattordicesimo al giro 45, scala di posizione in posizione, entrando in zona punti al giro 53. Passa poi Nicolas Hülkenberg, a due giri dal termine, poi infila, nello stesso giro sia Kimi Räikkönen che Valtteri Bottas, chiudendo sesto. Il francese è imitato da Pérez che nell’ultimo giro disputato passa i due finlandesi, anche grazie al crollo verticale di Bottas e delle sue gomme.
La gara termina in anticipo di un giro, poco dopo le due ore di gara. Hamilton vince per la ventinovesima volta nel mondiale, portandosi in testa al campionato. Il podio è completato dal duo della Red Bull.

### Risultati
I risultati del Gran Premio sono i seguenti:
| Pos | Nº | Pilota             | Costruttore             | Giri | Tempo/Ritiro    | Griglia | Punti |
| --- | -- | ------------------ | ----------------------- | ---- | --------------- | ------- | ----- |
| 1   | 44 | Lewis Hamilton     | Mercedes                | 60   | 2h00'04"795     | 1       | 25    |
| 2   | 1  | Sebastian Vettel   | Red Bull Racing-Renault | 60   | +13"534         | 4       | 18    |
| 3   | 3  | Daniel Ricciardo   | Red Bull Racing-Renault | 60   | +14"273         | 3       | 15    |
| 4   | 14 | Fernando Alonso    | Ferrari                 | 60   | +15"389         | 5       | 12    |
| 5   | 19 | Felipe Massa       | Williams-Mercedes       | 60   | +42"161         | 6       | 10    |
| 6   | 25 | Jean-Éric Vergne   | STR-Renault             | 60   | +56"801         | 12      | 8     |
| 7   | 11 | Sergio Pérez       | Force India-Mercedes    | 60   | +59"038         | 15      | 6     |
| 8   | 7  | Kimi Räikkönen     | Ferrari                 | 60   | +1'00"641       | 7       | 4     |
| 9   | 27 | Nicolas Hülkenberg | Force India-Mercedes    | 60   | +1'01"661       | 13      | 2     |
| 10  | 20 | Kevin Magnussen    | McLaren-Mercedes        | 60   | +1'02"230       | 9       | 1     |
| 11  | 77 | Valtteri Bottas    | Williams-Mercedes       | 60   | +1'05"065       | 8       |       |
| 12  | 13 | Pastor Maldonado   | Lotus-Renault           | 60   | +1'06"915       | 18      |       |
| 13  | 8  | Romain Grosjean    | Lotus-Renault           | 60   | +1'08"029       | 16      |       |
| 14  | 26 | Daniil Kvjat       | STR-Renault             | 60   | +1'12"008       | 10      |       |
| 15  | 9  | Marcus Ericsson    | Caterham-Renault        | 60   | +1'34"188       | 22      |       |
| 16  | 17 | Jules Bianchi      | Marussia-Ferrari        | 60   | +1'34"543       | 19      |       |
| 17  | 4  | Max Chilton        | Marussia-Ferrari        | 59   | +1 giro         | 21      |       |
| Rit | 22 | Jenson Button      | McLaren-Mercedes        | 52   | Alimentazione   | 11      |       |
| Rit | 99 | Adrian Sutil       | Sauber-Ferrari          | 40   | Perdita d'acqua | 17      |       |
| Rit | 21 | Esteban Gutiérrez  | Sauber-Ferrari          | 17   | Elettrici       | 14      |       |
| Rit | 6  | Nico Rosberg       | Mercedes                | 13   | Cablaggio       | 2       |       |
| NP  | 10 | Kamui Kobayashi    | Caterham-Renault        | 0    | Power unit      | 20      |       |

## Classifiche mondiali

### Piloti
| Pos | Pilota             | Punti |
| --- | ------------------ | ----- |
| 1   | Lewis Hamilton     | 241   |
| 2   | Nico Rosberg       | 238   |
| 3   | Daniel Ricciardo   | 181   |
| 4   | Fernando Alonso    | 133   |
| 5   | Sebastian Vettel   | 124   |
| 6   | Valtteri Bottas    | 122   |
| 7   | Jenson Button      | 72    |
| 8   | Nicolas Hülkenberg | 72    |
| 9   | Felipe Massa       | 65    |
| 10  | Sergio Pérez       | 45    |
| 11  | Kimi Räikkönen     | 45    |
| 12  | Kevin Magnussen    | 39    |
| 13  | Jean-Éric Vergne   | 19    |
| 14  | Romain Grosjean    | 8     |
| 15  | Daniil Kvjat       | 8     |
| 16  | Jules Bianchi      | 2     |

### Costruttori
| Pos | Costruttore             | Punti |
| --- | ----------------------- | ----- |
| 1   | Mercedes                | 479   |
| 2   | Red Bull Racing-Renault | 305   |
| 3   | Williams-Mercedes       | 187   |
| 4   | Ferrari                 | 178   |
| 5   | Force India-Mercedes    | 117   |
| 6   | McLaren-Mercedes        | 111   |
| 7   | STR-Renault             | 27    |
| 8   | Lotus-Renault           | 8     |
| 9   | Marussia-Ferrari        | 2     |